# Anne Berger
Pour les articles homonymes, voir Berger (homonymie).
Anne Berger est une actrice française née le 10 mars 1928 à Alger.

## Filmographie
- 1964 : La Famille Hernandez de Geneviève Baïlac
- 1972 : La Raison du plus fou de François Reichenbach
- 1974 : Échos d'Alger / A la guerre, comme à la guerre de Frank Cassenti - court métrage -
- 1978 : Le Coup de sirocco de Alexandre Arcady
- 1979 : La parodie du Cid de Philippe Clair
- 1979 : Rodriguez au pays des merguez de Philippe Clair
- 1980 : Médecins de nuit de Gilles Legrand, épisode : Amalgine (série télévisée)
- 1981 : Un amour d'emmerdeuse d'Alain Vandercoille
- 1981 : Les sept jours du marié de Serge Moati (film TV)
- 1982 : Plus beau que moi, tu meurs de Philippe Clair
- 1982 : Clémentine de Roger Kahane (film TV)
- 1982 : Une vie comme je veux de Jean-Jacques Goron (film TV)
- 1983 : Le Grand Carnaval d'Alexandre Arcady
- 1983 : Mesrine d'André Genovès - rôle coupé au montage -
- 1984 : Par où t'es rentré ? On t'a pas vu sortir de Philippe Clair
- 1986 : Mariage blanc de Peter Kassovitz (film TV)
- 1986 : Yiddish Connection de Paul Boujenah
- 1987 : Objectif Nul des Nuls : la mère de Zeitoun (1 épisode, série TV)
- 1992 : Le Grand Pardon 2 d'Alexandre Arcady
- 1996 : Soleil de Roger Hanin
- 2003 : Mariage mixte d'Alexandre Arcady
- Tendresses et passions de Roger Kahane (film TV)
- Portrait de Jean-Claude Averty (film TV)

## Théâtre
- Aucun de nous ne reviendra de Charlotte Delbo, Théâtre de la Roquette
- 1958 : La Famille Hernandez de et mise en scène Geneviève Baïlac, Théâtre Charles de Rochefort, Théâtre du Gymnase, Théâtre Gramont, Théâtre Antoine en 1960
- 1962 : Le Retour de la Famille Hernandez de et mise en scène Geneviève Baïlac
- 1964 : Maître Puntila et son valet Matti de Bertolt Brecht, mise en scène Georges Wilson, TNP Théâtre de Chaillot
- 1966 : Et Molière créa l'homme, mise en scène Geneviève Baïlac, Théâtre Tristan Bernard,
- 1974 : Qui rapportera ses paroles, Théâtre de la Roquette,
- 1984 : Il pleut sur le bitume de Michel Valmer et Stéphan Meldegg d’après James Hadley Chase, mise en scène Stéphan Meldegg, Théâtre La Bruyère
- 1987 : La Famille Hernandez toujours là de et mise en scène Geneviève Baïlac,   Théâtre du Gymnase Marie Bell